# Cantone di Trouville-sur-Mer
Il Cantone di Trouville-sur-Mer era una divisione amministrativa dell'arrondissement di Lisieux.
A seguito della riforma approvata con decreto del 17 febbraio 2014, che ha avuto attuazione dopo le elezioni dipartimentali del 2015, è stato soppresso.

## Composizione
Comprendeva i comuni di:
- Benerville-sur-Mer
- Blonville-sur-Mer
- Deauville
- Saint-Arnoult
- Touques
- Tourgéville
- Trouville-sur-Mer
- Villers-sur-Mer
- Villerville